# American Horror Story: Hotel
La cinquena temporada de la sèrie de televisió d'antologia de terror FX American Horror Story', creada per Ryan Murphy i Brad Falchuk. Es va estrenar el 7 d'octubre de 2015 i va concloure el 13 de gener de 2016. La sèrie es va renovar l'octubre de 2014, amb el subtítol Hotel anunciat el febrer de 2015.
El repartiment de les temporades anteriors de la sèrie inclou: Kathy Bates, Sarah Paulson, Evan Peters, Wes Bentley, Matt Bomer, Chloë Sevigny, Denis O'Hare, Angela Bassett, Mare Winningham, Christine Estabrook, Finn Wittrock, Lily Rabe, Anthony Ruivivar, John Carroll Lynch, Matt Ross i Gabourey Sidibe, juntament amb els nous membres del repartiment Lady Gaga i Cheyenne Jackson. Trencant amb el format antològic, com Freak Show, la temporada està interconnectada amb la primera i la tercera temporada. Hotel marca la primera temporada que no compta amb els pilars de la sèrie Jessica Lange i Frances Conroy.

## Trama
Elizabeth "La Comtessa" i Donovan segueixen amb la seva relació mentre Iris intenta fer-se amiga del seu fill, que el rebutja. Sally està desesperada per trobar la seva ànima bessona. A part, és seguida pel "Dimoni de l'Adicció", un ésser amb un consolador de metall punxegut que ataca persones amb una addicció.
John és un detectiu que està després del cas de "L'Assassí dels Deu Manaments". James Patrick, creient-se un déu, va decidir matar gent relacionant-los amb els deu manaments, però va morir i no va acabar l'obra, i algú l'està continuant. John està casat amb la doctora Alex, amb qui té una filla, Scarlett. També tenia un altre fill, Holden, però va ser segrestat misteriosament. Es revela que Holden, juntament amb altres nens, van ser "rescatats" per Elizabeth, convertint-los en vampirs. En trobar relació amb l'assassí i l'hotel, i deixar una mica d'espai a l'Alex, en John es muda al Cortez.
Marcy, l'agent que va vendre la casa la primera temporada, ven el Cortez a Will Drake, un famós empresari de la moda. Will, malgrat que és gai, té un fill, Lachlan. Will organitza una desfilada a l'hotel i Elizabeth coneix un model, Tristany que recorda molt Valentino. Elizabeth deixa Donovan i comença una relació amb Tristany, convertint-ho en vampir. Donovan, enfadat, s'uneix a Ramona per matar Elizabeth. Elizabeth intenta conquistar Will per casar-se amb ell i matar-ho, per aconseguir els seus diners. Mentrestant, Tristany i Liz comencen una relació. Iris, trist perquè el seu fill no el vol, s'intenta suïcidar, però és salvada per Donovan, que la converteix en vampir.
Al llarg de la temporada, hi ha moltíssims assassinats, incloent Marcy. Sembla que els fantasmes han de complir el seu objectiu de vida per escapar-se'n.

## Elenc

### Principals
- Kathy Bates com Iris (12 episodis)
- Sarah Paulson com Sally McKenna (9 episodis) / Billie Dean Howard (1 episodi)
- Evan Peters com James Patrick March (11 episodis)
- Wes Bentley com John Lowe (11 episodis)
- Matt Bomer com a Donovan (10 episodis)
- Chloe Sevigny com Alex Lowe (11 episodis)
- Denis O'Hare com a Liz Taylor / Nick Pryor (11 episodis)
- Cheyenne Jackson com Will Drake (10 episodis)
- Angela Bassett com a Ramona Royale (7 episodis)
- Lady Gaga com Elizabeth Johnson / La Comtessa (12 episodis)

### Secundaris modifica
- Lennon Henry com a Holden Lowe (8 episodis)
- Richard T. Jones com El Detectiu Hahn (6 episodis)
- Shree Crooks com Scarlett Lowe (6 episodis)
- Lyric Lennon com Lachlan Drake (5 episodis)
- Jessica Belkin com Wren (2 episodis)
- Max Greenfield com Gabriel (3 episodis)
- Helena Mattsson com Agnetha "Aggie" (4 episodis)
- Kamilla Alnes com a Vendela (4 episodis)
- Madchen Amick com a Sra. Ellison (3 episodis)
- Anton Starkman com Max (5 episodis)
- Christine Estabrook com Marcy (3 episodis)
- Darren Criss com a Justin (2 episodis)
- Alexandra Daddario com Natacha Rambova (3 episodis)

### Estrelles especials convidades
- Mare Winningham com Hazel Evers (11 episodis)
- Lily Rabe com Aileen Carol Wuornos (2 episodis)
- Naomi Campbell com a Claudia Bankson (2 episodis)
- Gabourey Sidibe com a Queenie (1 episodi)
- Finn Wittrock com Tristan Duffy / Rudolph Valentino (10 episodis)

### Estrelles convidades
- Anthony Ruivivar com Richard Ramírez (2 episodis)
- John Carroll Lynch com John Wayne Gacy (2 episodis)
- Seth Gabel com Jeffrey Dahmer (2 episodis)
- Matt Ross com a Dr. Charles Montgomery (1 episodi)

## Episodis
| Núm. en sèrie | Núm. en temp. | Títol                                                    | Dirigit per       | Escrit per                 | Data d'emissió original | Codi de prod. | Audiència (milions) |
| 52 | 1             | «Checking In» «Recepció»                                 | Ryan Murphy       | Ryan Murphy & Brad Falchuk | 7 d'octubre del 2015    | 5ATS01        | 5,81 2              |
| Dos turistes sueques arriben a allotjar-se a l'Hotel Cortez al centre de Los Angeles, Califòrnia. Totes dues són atacades per una criatura desfigurada que apareix dins del matalàs a la seva habitació. Iris (Kathy Bates), la gerent de l'hotel, les mou a l'habitació 64 on una és atacada per uns nens que els succionen la sang. Mentrestant, el detectiu John Lowe (Wes Bentley) intenta investigar l'horrorós assassinat d'una parella. Durant la seva investigació John rep una trucada estranya de l'assassí dient que s'està allotjant a l'Hotel Cortez. Un addicte a l'heroïna, Gabriel (Max Greenfield), arriba a l'hotel i és violentament violat pel "Dimoni de l'Adicció ”. Abans que Gabriel mori, Sally (Sarah Paulson) apareix i li demana dir que l'estima. D'altra banda, la Comtessa Elizabeth (Lady Gaga), la propietària de l'hotel, i Donovan (Matt Bomer) la seva parella, tenen sexe amb una altra parella Durant les relacions sexuals, Elizabeth i Donovan tallen les goles de l'altra parella i beuen la seva sang Will Drake (Cheyenne Jackson), el nou propietari de l'hotel, arriba amb el seu fill (Lyric Lennon) a revisar l'hotel. En un flashback el 1994, Iris culpa Sally per drogar el seu fill Donovan i causar-li una sobredosi. Quan la Sally deixa l'habitació, l'Iris l'empeny per la finestra i mor, en tornar troba La Condesa al costat del cos del seu fill. John arriba a registrar-se a l'hotel per esbrinar qui és l'assassí i l'Iris li assigna l'habitació 64 tement per la família després de tenir dues víctimes més del mateix assassí. |               |                                                          |                   |                            |                         |               |                     |
| 53 | 2             | «Chutes and Ladders» «Ductes i escales»                  | Bradley Buecker   | Tim Minear                 | 14 d'octubre del 2015   | 5ATS02        | 4,06 3              |
| Will Drake realitza una desfilada de moda al Cortez amb l'ajuda de l'editora de la revista Vogue, Claudia (Naomi Campbell), a la mateixa desfilada arriba John i la seva filla Scarlett. El model rebel Tristan Duffy (Finn Wittrock) entra a la desfilada i coneix a la Comtessa, on tots dos semblen atreure's, i després es retira del modelatge, a més té una conversa amb un tal Senyor March en una habitació. March acaba matant una dona, espanta el jove. Elizabeth el troba i el converteix en un com ella, una criatura semblant a un vampir, i tots dos tenen relacions sexuals. Després d'això Donovan els descobreix, per la qual cosa la Comtessa decideix acabar la seva relació amb ell. Durant la desfilada de modes, Lachlan Drake guia Scarlett on es troben els nens de La Comtessa, on reconeix el seu germà, així que torna a l'altre dia a costa dels seus pares per comprovar-ho. Quan explica a John ia Alex, aquests ho prenen molt malament. John deté Iris per deixar entrar Scarlett sola a l'hotel, però aquesta li convenç d'explicar-li la situació de l'hotel i la seva relació amb l'assassí. Iris li explica la veritat de l'hotel i de l'habitació 64: l'habitació i l'hotel pertanyien a James Patrick March (Evan Peters), que va construir l'hotel el 1920 com un lloc on podria torturar i assassinar la gent per satisfer la seva addicció a matar. En flashbacks es mostra com ell assassinava i va començar un interès per matar en nom de la religió per la seva escassíssima fe en ella, sempre ajudat de la seva fidel bugadera, la senyora Evers (Mare Winningham). Finalment aquest va ser descobert, possiblement delatat per la seva esposa, per la qual cosa va decidir suïcidar-se al costat de la Srta. Evers. John no creu que March tingui a veure amb els assassinats. Al final, Tristán ha acceptat la seva nova condició i la porta molt bé, cosa que li agrada a la Comtessa. |               |                                                          |                   |                            |                         |               |                     |
| 54 | 3             | «Mommy» «Mami»                                           | Bradley Buecker   | James Wong                 | 21 d'octubre del 2015   | 5ATS03        | 3,20 4              |
| Tristan es fascina amb la història de March i promet matar Will Drake després que aquest últim reveli els seus plans per a l'hotel. Tristan sedueix Will Drake, però abans de matar-ho la Comtessa fa que s'aturi. Elizabeth explica a Tristan que el seu pla és casar-se amb Drake per quedar-se amb tots els seus diners després de matar-lo. Iris continua sentint el rebuig del seu fill i, després d'una forta conversa amb ell, decideix suïcidar-se amb l'ajuda de Sally. Claudia Banks és assassinada per Gabriel, qui en estar tant de temps dins del matalàs va perdre la raó i salut. John, que investigava un nou homicidi, el troba i Gabriel culpa Sally. John pensa que Sally té a veure amb l'assassí i decideix prendre-la presa, però aquesta desapareix a l'ascensor, confonent enormement John. Donovan és segrestat per Ramona Royale (Angela Bassett), una examant de la Comtessa i tracta d'usar a Donovan per prendre venjança contra ella, però ho fa fora en saber que Donovan va ser abandonat per la Comtessa. Amb ajuda de Liz, Donovan s'adona que Iris ha estat l'única que ha estat al seu costat tota la vida, encara que aquest no ho notés, i intenta interrompre la mort de la seva mare fent que begui de la seva sang. El record de Holden complica les coses a la seva família, a l'extrem que Alex (Chloë Sevigny) decideix divorciar-se de John donant-li la notícia al Cortez, i assabentant-se de la difícil situació que eata portant John a la bogeria. Abans de marxar, Alex se sorprèn en trobar Holden entre els passadissos de l'hotel. |               |                                                          |                   |                            |                         |               |                     |
| 55 | 4             | Devil Night's La nit del diable                          | Loni Peristere    | Jennifer Salt              | 28 d'octubre del 2015   | 5ATS04        | 3,04 5              |
| A Halloween Richard Ramírez (Anthony Ruivivar) es registra a l'hotel i assassina una parella amb ajuda de Mr March. A mesura que el dia avança, més assassins en sèrie comencen a arribar al Cortez, incloent a Aileen Wuornos (Lily Rabe). Ella es troba amb John al bar de l'hotel i després d'una xerrada, John la convida a tenir sexe al seu costat però ella ho colpeja i emmordassa, però John aconsegueix alliberar-se. Liz Taylor (Denis O'Hare) informa a John sobre la " Nit del Diable" a l'Hotel i descobreix que John també està convidat al sopar organitzat per March. Al sopar, John torna a trobar-se amb Wuornos, mentre que John reconeix els altres assassins: el ja esmentat Richard Ramírez, John Wayne Gacy (John Carroll Lynch), Jeffrey Dahmer (Seth Gabel) i l' Assassí del Zodíac, però creu que són imitadors. Durant el sopar, Sally arriba amb una persona drogada, les "postres" del sopar. Els assassins comencen a apunyalar-lo i Sally treu John del lloc fins a la seva habitació fent-lo creure que estava al·lucinant. Per la seva banda, Alex porta Holden a casa seva però aquest mata i comença a beure de la sang del gos de la família. Holden vol tornar on la Comtessa i l'Alex l'enfronta. Elizabeth li explica la veritat del que va passar amb el seu fill el 2010 i li dona l'opció a Alex de tornar a reunir-se per a l'eternitat amb Holden. Alex accepta i beu de la sang de la Comtessa. |               |                                                          |                   |                            |                         |               |                     |
| 56 | 5             | «Room Service» «Servei a l'habitació»                    | Michael Goi       | Ned Martel                 | 4 de novembre de 2015   | 5ATS05        | 2,87 6              |
| Iris i Donovan arriben on Ramona i discuteixen la manera de com venjar-se de la Comtessa. Tots dos decideixen utilitzar Iris des de l'interior de l'hotel, però ella creu que s'adonarà de la seva condició. Un parell de hipsters (Darren Crissi Jessica Lu) arriben a allotjar-se a l'hotel per evitar els nens a Halloween i fan perdre la paciència d'Iris, que sumat a la depressió d'aquesta per la seva nova condició li provoca una fallida. Per ajudar-la, Liz explica a Iris la seva història i com la Comtessa la va ajudar a ser el que realment volia ser: una dona, i d'aquí endavant la va adoptar perquè treballi a l'hotel, encara que sense convertir-la. Això dona prou confiança a Iris per enfrontar-se als hipsters, però després d'un atac d'ira els acaba assassinant i bevent la seva sang. D'altra banda, Alex atén un pacient, Max, a punt de morir i decideix donar-li de la seva sang perquè se sani però l'endemà Max contagia una amiga, i fa que begui la sang de la seva professora; després converteix tota la seva classe, i anterior a això; mata els seus pares abans d'anar a classes per poder beure'n la sang. John, que és acomiadat del seu treball per considerar-lo en estat mental inestable, desperta al llit de la seva habitació, amb Sally al seu costat encara que John no recorda res del que ha passat. La Comtessa fa que Alex i Holden es reuneixin i converteix Alex en la nova institutriu dels seus nens. Elizabeth amenaça Alex amb matar Holder si aquesta no compleix amb la seva feina o comet una indiscreció. |               |                                                          |                   |                            |                         |               |                     |
| 57 | 6             | «Room 33» «Habitació 33»                                 | Loni Peristere    | John J. Gray               | 11 de novembre de 2015  | 5ATS06        | 2,64 7              |
| El 1926, Elizabeth arriba a la casa del Dr. Charles Montgomery (Matt Ross), la mateixa casa de Murder House per realitzar-se un avortament, però enmig del procediment, el nadó de la Comtessa ataca la infermera que ajudava Charles a la intervenció. Actualment, aquest nadó habita a l'habitació 33 del Cortez. John persegueix Holden pels passadissos de l'hotel fins a trobar els taüts del vidre on està dormint al costat d'Alex i es desmaia en veure aquesta escena. La Comtessa se'n va de viatge a Parísal costat de Will Drake, cosa que dona una oportunitat a Donovan amb Ramona de dur a terme el seu avantatge. Ramona i Iris van a la recerca dels nens de la Comtessa però aquests ja no estan als seus taüts (ja que Alex juntament amb Liz els van fer desaparèixer per despistar John). Donovan, per part seva, arriba a l'habitació de la Comtessa i es troba amb les turistes sueques. Ell els diu que mai no escaparan de l'hotel però poden trobar el seu propòsit en el trajecte. Alex descobreix que les turistes sueques van matar un subjecte a l'hotel i els diu que el seu propòsit pot ser corrompre la ment dels homes, usant John per començar. D'altra banda, Liz i Tristan mantenen una relació de la qual Liz tem explicar-li a la Comtessa. Ramona va a la recerca del nadó d'Elizabeth, però aquest escapa. John és tret del seu cas i torna a casa seva, on veu el nadó de la Comtessa, que s'havia ficat a les maletes després de l'enrenou causat per Ramona, fent que John perdi el judici. Àlex troba el nadó de la Comtessa i el torna a l'habitació 33 abans de l'arribada de la seva mare. Elizabeth mata Tristan en no aprovar la seva relació amb Liz, encara que li perdona la vida a aquesta en ser un ésser estimat per a ella. |               |                                                          |                   |                            |                         |               |                     |
| 58 | 7             | Flicker De pel·lícula                                    | Michael Goi       | Crystal Liu                | 18 de novembre de 2015  | 5ATS07        | 2,64 8              |
| Dos antics vampirs aconsegueixen alliberar-se del seu parany dins de l'Hotel Cortez. El 1925, Elizabeth comença una relació amorosa amb l'actor Rodolfo Valentino (Finn Wittrock) i amb la seva esposa Natacha Rambova (Alexandra Daddario). Valentino mor sobtadament i Elizabeth contrau matrimoni amb James March per amenitzar la seva pena del dol. Enmig d'una visita a la seva tomba, Valentino apareix al costat de Natacha i li expliquen a Elizabeth sobre un do immortal que posseeixen, (amb què FW Murnau es va basar per fer Nosferatu) i la transformen. March s'assabenta de la relació de la seva dona i Valentino i decideix tancar aquest últim amb Natacha en un passadís tapejat dins de l'Hotel Cortez. En el present, en un dels sopars amb La Condesa, després que aquesta revelés les seves intencions de casar-se amb Will, James li revela el que va fer fa tant de temps. D'altra banda, John s'inscriu a la institució de salut mental, però el seu propòsit és trobar-se amb un suposat còmplice de l'assassí, i se sorprèn en trobar-se amb una nena, Wren. Wren és una dels nens vampirs de la comtessa, i es dona a conèixer que aquesta la "va salvar" del seu pare alcohòlic als anys 80. Ella li dona a conèixer coses sobre la seva complicitat, i John l'allibera de l'hospital amb la finalitat que el guiï cap a on es trobi l'assassí i matar-lo si cal, |               |                                                          |                   |                            |                         |               |                     |
| 59 | 8             | The Ten Commandments Killer L'assassí dels deu manaments | Loni Peristere    | Ryan Murphy                | 2 de desembre de 2015   | 5ATS08        | 2,31 9              |
| Després de la mort de Wren, John es dirigeix al Cortez per tal de descobrir qui és l'assassí dels deu manaments. Sally el porta a l'habitació 64 i li revela un quart secret que March havia construït fa dècades, on es descobreix que John és l'assassí. John va a la morgue i li confessa la seva culpabilitat al detectiu Hahn (Richard T. Jones). En flashbacks es mostra que John va entrar per primera vegada al Cortez el 2010 on va començar a tenir una relació d'amistat amb March qui tria John per acabar amb la seva feina i per assegurar que John ho faci, James March fa que Elizabeth segresti Holden. Sally, que tot aquest temps havia estat el seu acompanyant amorosa, vol matar John perquè es quedi al seu costat per sempre a la Cortez, però March la deté i diu que serà tot seu després de complir la seva comesa. En l'actualitat John mata Hahn, atès que aquest es ficava al llit amb Alex. D'aquesta manera només fa completar dos assassinats més. |               |                                                          |                   |                            |                         |               |                     |
| 60 | 9             | She Wants Revenge Ella vol venjança                      | Michael Uppendahl | Brad Falchuk               | 9 de desembre de 2015   | 5ATS09        | 2,14 10             |
| Elizabeth va després de la recerca de Valentino i Natacha després de reflexionar que només té espai al seu cor per a aquells que vol estimar. Ella planeja construir el Cortez com un refugi contra el món modern per a ella i Valentino. Alhora, converteix el passadís tapat en un parany encara pitjor. Es retroba amb Valentino i revifen la seva relació, però Natacha resulta fustigant per a ells. Alex segueix la pista dels nens de la matança a l'escola i busca els cossos dels pares. Mentrestant, Donovan i Ramona apressen els seus plans de venjança contra Elizabeth, que es casarà amb Will. Ramona està a punt d'apunyalar Elizabeth, però Donovan la traeix i la tanca al passadís tapejat dins d'una gàbia. Iris s'adona de les intencions del seu fill i de l'amor d'ell i es decep. Elizabeth es casa en una cerimònia privada amb Will i, després del casament, March el presenta Bartholomew. Will queda impactat pel fill de la seva nova esposa i La Comtessa, que s'indigna pel tracte que li va donar al seu fill i el noqueja. Desperta al passadís tapejat i allibera Ramona, que l'assassina per alimentar-se. |               |                                                          |                   |                            |                         |               |                     |
| 61 | 10            | «She Gets Revenge» «Ella obté venjança»                  | Bradley Buecker   | James Wong                 | 16 de desembre de 2015  | 5ATS10        | 1,85 11             |
| Natacha accepta la invitació d'Elizabeth per allotjar-se a l'hotel, però Elizabeth la mata després d'una baralla. Alhora, Donovan visitarà Rudolph al motel i després d'una baralla, el mata. John i Alex revifen la seva relació buscant els nens vampir. Ells els troben i els convencen de tornar a l'hotel, i els enganyen per ser tancats al costat de Ramona. Sally no està d'acord del fet que John i Alex estiguin junts de nou i diu que la matarà si John no es queda amb ella, tot i així, John i Alex buscaran Holden per marxar i ser una família de nou. Mentrestant, Iris i Liz planegen suïcidar-se, però abans Liz busca ajuda a Hazel per tornar a tenir contacte amb el seu fill Douglas per no tenir assumptes pendents, i el convida a allotjar-se a l'hotel per una setmana amb tot pagat. Liz es connecta gradualment amb el seu fill i Douglas admet que vol el seu pare a la seva vida, sense importar si és dona. Elizabeth s'assabenta de la mort de Valentino i cau en una profunda tristesa, per la qual cosa enfrontarà Donovan per matar-lo, on admet que durant tota la seva vida immortal va buscar una parella que el fes recordar al seu gran amor. Liz es penedeix de voler treure's la vida i juntament amb Iris decideixen fer un nou gir administratiu a l'hotel, així que disparen Donovan i Elizabeth a la seva habitació. |               |                                                          |                   |                            |                         |               |                     |
| 62 | 11            | «Battle Royale» «Batalla reial»                          | Michael Uppendahl | Ned Martel                 | 6 de gener de 2016      | 5ATS11        | 1,84 12             |
| Liz Taylor i Iris disparen Donovan i Elizabeth, on aquesta última escapa. Iris i Liz traslladen a Donovan moribund fora de l'hotel per no quedar atrapat a l'interior. Sally retira les bales del cos d'Elizabeth i li dona vitalitat fent-la beure la sang dels nens restants, això perquè, a camí, Elizabeth faci que John torni a l'hotel, així que rapta la seva família. Sally recorda el seu passat amb una parella el 1990, que va acabar en tragèdia. Iris i Liz discuteixen sobre l'alliberament de Ramona com a arma per enfrontar la Comtessa. Ramona l'enfronta, però Elizabeth li prega que la deixi anar al costat de Bartholomew ia canvi li regala l'hotel, després la sedueix i Ramona es deixa endur. Després, La Comtessa prepara les maletes per fugir de l'hotel però John la mata abans de poder abandonar la seva habitació, transformant-ne el cap en l'últim element dels seus assassinats. El fantasma d'Elizabeth arriba a l'habitació de March, que la perdona per entregar-lo a la policia, però ella diu que no ha estat qui el va delatar. Hazel admet ser ella qui va trucar a la policia, per poder compartir per sempre amb March. March rebutja Hazel, expulsant-la de la seva presència. |               |                                                          |                   |                            |                         |               |                     |
| 63 | 12            | «Be Our Guest» «Sigues el nostre hoste»                  | Bradley Buecker   | John J. Gray               | 13 de gener de 2016     | 5ATS12        | 2,24 13             |
| Liz relata la reinversió de l'hotel Cortez sota la seva nova direcció, amb Iris, però totes dues es lamenten que els fantasmes causin problemes amb els hostes matant-los, i decideixen resoldre les coses abans que els assassinats passin a grans. Sally i Will no estan d'acord amb això però March els fa entrar en raó per tal que nomenin al Cortez un patrimoni cultural per al 20 d'agost de 2026, i així no ser destruït. A un any de la mort de Will, Liz es torna la nova cara visible de la seva companyia quan tots es pregunten sobre el seu parador. Iris porta Billie Dean Howard (Sarah Paulson) perquè Liz es contacti amb Tristany, encara que aquest últim no vol contactar-se, en canvi es contacta amb Donovan qui diu a la seva mare que la vol. Liz, després de fer una bonica relació amb el seu fill i la seva família, descobreix que té càncer de pròstata i decideix morir a l'hotel amb els amics. Tots els fantasmes estan disposats a sacrificar Liz, però és Elizabeth qui fa els honors de la seva transició tallant-li la gola. Després de tant s'aconsegueix reunir amb Tristany. És la Nit del Diable al Cortéz, i Billie Dean fa un especial contactant-se amb John Lowe, aquest li explica com va acabar la seva vida: Com que John no podia satisfer la gana d'Alex i Holden, van començar els problemes, a més no se sentien còmodes a la ciutat i van decidir anar a l'hotel, a qui consideraven casa seva, menys Scarlett, per la qual cosa la van enviar a estudiar a un institut. Més tard que d'hora, John és trobat per la policia i mor molt a prop d'arribar al terreny de l'hotel, quedant el seu esperit fora i sense capacitat de veure la seva família, sent Halloween l'únic dia que els pot veure. Ramona i Iris no estan contentes amb la reputació que ha obtingut l'hotel, així que John convida Billie Dean a la Nit del Diable i amb els fantasmes l'amenacen de no tornar a esmentar mai més el Cortez o ella serà rastrejada i assassinada. Billie foge i John deixa la festa per passar la nit amb la seva família. Com a epíleg es mostra l'hotel ple de gent a la nit de halloween, i en una taula a Elizabeth, que repeteix com a fantasma el que va fer en vida, buscar i seduir un home que tingui les faccions de Valentino. Billie foge i John deixa la festa per passar la nit amb la seva família. Com a epíleg es mostra l'hotel ple de gent a la nit de halloween, i en una taula a Elizabeth, que repeteix com a fantasma el que va fer en vida, buscar i seduir un home que tingui les faccions de Valentino. Billie foge i John deixa la festa per passar la nit amb la seva família. Com a epíleg es mostra l'hotel ple de gent a la nit de halloween, i en una taula a Elizabeth, que repeteix com a fantasma el que va fer en vida, buscar i seduir un home que tingui les faccions de Valentino. |               |                                                          |                   |                            |                         |               |                     |

## Producció

### Desenvolupament
El 13 d'octubre del 2014, FX va anunciar que American Horror Story estrenaria una cinquena temporada l'octubre del 2015. El president de FX, John Landgraf, va declarar que la sèrie necessitaria una «enorme reinvenció». La temporada, el subtítol de la qual va ser confirmat com a Hotel, està en part inspirada de la comèdia musical screwball de 1935, Top Hat. El creador Ryan Murphy, va explicar que l'elenc incloïa una sèrie d'actors i cantants; però tot i així seria una temporada molt més fosca en comparació de les anteriors. La «inspiració» va venir de les pel·lícules de terror antigues sobre hotels reals situats al centre de Los Angeles, i la seva reputació d'esdeveniments sinistres. Els guions per a Hotel també inclouen les seves fòbies i temors personals que «no havien estat explorats des de la primera temporada».

### Càsting
El 25 de febrer de 2015, la cantant nord-americana Lady Gaga va publicar un vídeo en el qual va anunciar la seva participació a la cinquena temporada de la sèrie, sent el seu gran debut a la televisió. Murphy va dissenyar el paper de Gaga com a «malvat», i va dir que estaria involucrada amb la moda.] Alguns dels actors i actrius habituals de la sèrie: Evan Peters, Sarah Paulson, Lily Rabe, Kathy Bates, Denis O'Hare i Angela Bassett, van confirmar que tornarien per a la temporada; mentre que per contra, Jessica Lange, no ho faria.

## Promoció
Al febrer de 2015, Gaga, mitjançant un tuit, va mostrar un enllaç del primer vídeo promocional de la propera temporada amb el títol "Feu la vostra reserva ara. #GagaAHSHotel", anunciant la seva presència a la temporada i el títol oficial. Al juliol de 2015, un pòster oficial es va donar a conèixer per la revista Entertainment Weekly, disponible a la Comic-Con, on després d'entrar en el joc d'hotel construït allà, un pot rebre el crom amb una clau de promoció. El primer teaser oficial titulat "Front Desk" va ser posat en llibertat després d'uns mesos, que mostra una mà amb llargues ungles tocant el timbre de la recepció. A l'agost de 2015, FX va revelar la data d'estrena de la temporada juntament amb un nou teaser i un pòster, que mostra un espiell de l'art déco en una porta de fusta, més enllà del qual una imatge fosca va revelar una dona rossa posant un cos al llit.